# 大分県道30号庄内久住線
大分県道30号庄内久住線（おおいたけんどう30ごう しょうないくじゅうせん）は、大分県由布市から竹田市に至る県道（主要地方道）である。

## 概要
由布市庄内町大龍から竹田市久住町大字久住に至る。片側1車線に満たない箇所もあるが、道路改良が進み、2005年（平成17年）には芹川トンネルも開通した。沿道には長湯温泉がある。
大分県が制定した、九重連山観光の循環道路「ぐるっとくじゅう周遊道路」の一部に組み込まれている。竹田市直入町大字長湯の「ドイツ村入口」交差点から、久住町大字栢木の「小倉交差点」までの区間が指定されている。

### 路線データ
- 起点：大分県由布市庄内町大龍（大龍交差点、国道210号交点）
- 終点：大分県竹田市久住町大字久住（国道442号交点）

## 歴史
- 1993年（平成5年）5月11日 - 建設省から、県道庄内久住線が庄内久住線として主要地方道に指定される[3]。
- 2023年（令和5年）
  - 3月9日 - 久住工区（竹田市久住町大字久住）の一部区間（550 m）が開通により久住工区（830 m）が全線開通する[4]。
  - 8月8日 - 塩手工区（竹田市直入町大字下田北）の一部区間（420 m）が開通により塩手工区（960 m）が全線開通する[5]。

## 路線状況

### 道路施設

#### 橋梁
- 龍仙峡橋（由布市）

#### トンネル
起点から
- 室小野トンネル：延長183 m、2004年（平成16年）竣工、由布市
- 剣龍山トンネル：延長394 m、2005年（平成17年）竣工、由布市
- 芹川トンネル：延長1,571 m、2003年（平成15年）竣工、由布市 - 竹田市
- 湯の原トンネル：延長276 m、2007年（平成19年）竣工、竹田市

#### 道の駅
- ながゆ温泉（竹田市）

## 地理

### 通過する自治体
- 由布市
- 竹田市

### 交差する道路
| 交差する道路                                                  | 市町村名 | 交差する場所             | 交差する場所         |
| ------------------------------------------------------------- | -------- | ------------------------ | -------------------- |
| 国道210号                                                     | 由布市   | 庄内町大龍               | 大龍交差点 / 起点    |
| 大分県道618号籠原挾間線                                       | 由布市   | 庄内町五ケ瀬             |                      |
| 大分県道209号朝地直入線                                       | 竹田市   | 直入町大字長湯           | 長湯山脇三差路交差点 |
| 大分県道47号竹田直入線                                        | 竹田市   | 直入町大字長湯           |                      |
| 大分県道412号久住高原野津原線 大分県道669号阿蘇くじゅう公園線 | 竹田市   | 久住町大字栢木（かやぎ） | 小倉交差点           |
| 国道442号                                                     | 竹田市   | 久住町大字久住           | 終点                 |

### 沿線
- 由布市立東庄内小学校
- 芹川ダム
- 大分県立芸術文化短期大学竹田キャンパス
- 竹田市立直入中学校
- 竹田市立直入小学校
- 長湯温泉
- 竹田市立都野小学校
- 大分県立久住高原農業高等学校
- 竹田市役所久住支所